# Igor Gouzenko
Igor Sergueïevitch Gouzenko (en russe : Игорь Сергеевич Гузенко, /ˈiɡərʲ sʲɪrˈɡʲejɪvʲɪdʑ ɡʊˈzʲenkə/), né le 26 janvier 1919 à Rahatchow, en actuelle Biélorussie et mort le 25 juin 1982 à Mississauga, Canada est un transfuge soviétique. 
Fonctionnaire de l'ambassade soviétique à Ottawa (Ontario), il fait défection le 5 septembre 1945 en emportant avec lui 109 documents prouvant l'existence de réseaux d'espionnage soviétiques au Canada. Cette défection, souvent désignée par l'expression « affaire Gouzenko », déclenche une crise qui marque les années d'après-guerre et la montée de l'anticommunisme canadien durant la guerre froide.

## Affaire Gouzenko
En 1943, Gouzenko travaille au service du chiffre de l'ambassade soviétique à Ottawa. C'est là qu'il découvre l'existence au Canada de plusieurs réseaux d'espionnage dirigés par le colonel Nikolaï Zabotine, un attaché militaire de l'ambassade. 
Déçu par le stalinisme, Gouzenko décide de s'installer au Canada avec sa famille. Le 5 septembre 1945, il quitte l'ambassade soviétique et se présente à l'Ottawa Journal, où il raconte son histoire. Jugeant l'affaire trop dangereuse, le journal local invite plutôt le démissionnaire à se rendre, le lendemain, au ministère de la Justice. 
À la suite de l'événement, Gouzenko est poursuivi par la police secrète soviétique. Le 7 septembre, le gouvernement canadien accorde l'asile politique à Gouzenko et à sa famille. Pendant ce temps, l'affaire reste secrète, le temps que le gouvernement puisse accumuler des preuves. 
Les révélations de Gouzenko conduisent à l'arrestation de militants communistes canadiens en 1946. Le député communiste Fred Rose est arrêté dans le sillage de cette affaire et accusé d'espionnage.
Les interrogatoires sont menés par la Commission royale d'enquête Kellock-Taschereau (une commission spéciale créée pour l'occasion) et les propos recueillis confirment l'existence d'un vaste réseau d'espionnage soviétique cherchant, notamment, à obtenir les secrets de la bombe atomique. 
À la suite de l'affaire, Igor Gouzenko change régulièrement d'identité et vit avec sa famille dans la région de Toronto, sous la protection de la police. Il a été interrogé à la télévision en 1966, vingt ans après sa défection de l'ambassade soviétique. Lors de ses apparitions publiques, Gouzenko couvrait son visage d'un masque ou d'un sac perforé afin de dissimuler son identité.

## Dans la culture

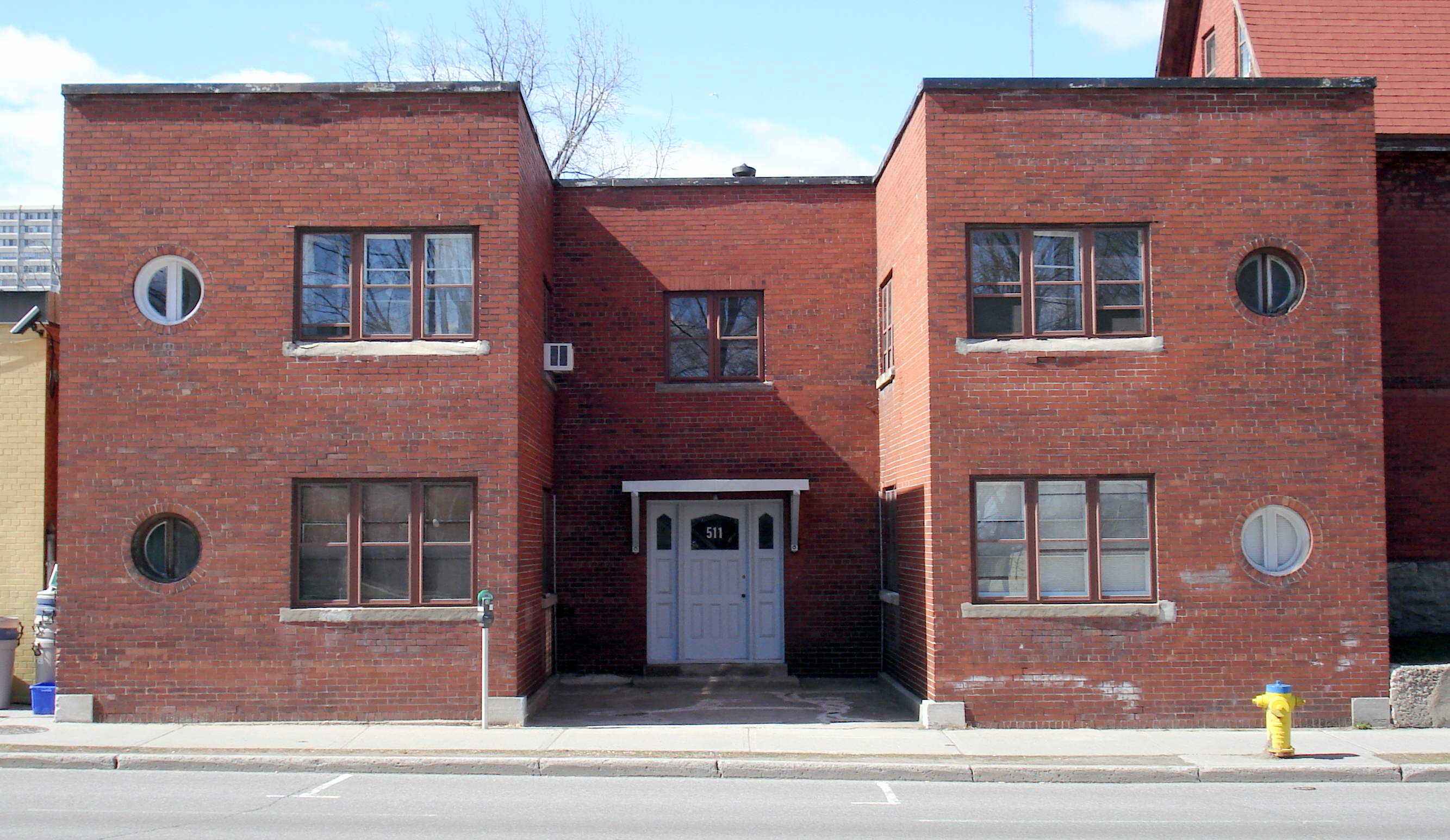
Appartement de Gouzenko en 1945. (Par Padraic Ryan)

L'affaire Igor Gouzenko sert de trame au film de William Wellman The Iron Curtain (« Le Rideau de fer »), sorti en 1948, avec Dana Andrews dans le rôle d’Igor Gouzenko.
Igor Gouzenko a écrit des livres violemment antistaliniens, certains traduits en français comme La Chute d'un Titan (Plon, 1955).